# Ricardo Bofill Pagés
Ricardo Bofill Pagés (La Habana, Cuba, 1943 - Miami, Florida, Estados Unidos, 12 de julio de 2019) fue un activista disidente cubano de derechos humanos, fundador del Comité de Derechos Humanos y del Partido por los Derechos Humanos en Cuba. En su juventud fue profesor marxista, activista del Partido Comunista de Cuba y uno de los principales participantes de la microfracción. Opositor implacable del gobierno de Fidel Castro. Cumplió una pena de prisión por cargos políticos. Emigró y murió en Estados Unidos. Conocido como el autor de la estrategia cubana de resistencia pacífica a las autoridades.

## Primeros años
Nacido en el seno de una familia de intelectuales urbanos. Desde su juventud sostuvo opiniones de izquierda, apoyó activamente la Revolución cubana, permaneció después de la huelga general del 9 de abril de 1958. Enseñó historia de la filosofía en la Universidad de La Habana. En 1965 se incorporó al Partido Comunista de Cuba (PCC). Tenía el título académico de profesor. Algunas fuentes afirman que Bofill ocupaba el cargo de vicerrector de la Universidad de La Habana, pero esta información es desmentida.
En su juventud, Ricardo Bofill fue partidario del comunismo teórico como una sociedad sin clases y sin Estado. Durante los años del Deshielo de Jrushchov visitó Moscú en un intercambio entre la Universidad de La Habana y la Universidad Estatal de Moscú. Estableció diversos contactos, incluso con disidentes soviéticos y se reunió con Aleksandr Solzhenitsyn. Se convirtió en un acérrimo opositor del estalinismo. En este sentido, se mostró muy preocupado por las políticas de Fidel Castro. Se reunió en La Habana con un grupo de intelectuales marxistas de oposición que criticaban el “modelo fidelista de socialismo”. En 1966 fue expulsado de la universidad por “sabotaje ideológico”.

## Microfracción
Desde finales de 1965, se formó en el Partido Comunista de Cuba un pequeño grupo de opositores a Fidel Castro, encabezados por Aníbal Escalante. Posteriormente, este grupo se denominó "microfracción". Aquí se agrupan los portadores de una amplia variedad de posiciones, a menudo opuestas, desde estalinistas y maoístas (Francisco Calcines Gordillo, José Matar Franyie) hasta socialdemócratas (Ricardo Bofill, Félix Fleitas). La plataforma unificadora fue la insatisfacción de esos pequeños grupos con el gobierno de Fidel Castro y su círculo íntimo.
La Microfracción no realizó actividades prácticas. Sin embargo, se dieron a conocer críticas muy agudas a las autoridades, reuniones con representantes de la Unión Soviética, la República Democrática Alemana y Checoslovaquia, en las que sus participantes acusaron a los dirigentes cubanos de falta de fiabilidad debido a su "origen burgués" y a su "lealtad insuficiente a la Unión Soviética". Los organismos de seguridad del estado detuvieron a 40 personas en el caso de la microfracción. El juicio produjo duras sentencias. Ricardo Bofill recibió 12 años de prisión.

## Activismo político

### Protestas
En libertad condicional en 1972. Trabajó como limpiador y barrendero en una fábrica y luego como bibliotecario. Las opiniones de Ricardo Bofil evolucionaron hacia el anticomunismo y la hostilidad hacia el régimen gobernante se volvió irreconciliable. Ricardo Bofil encabezó una campaña antigubernamental entre amigos y conocidos. El 28 de enero de 1976 participó en la creación del Comité Cubano Pro Derechos Humanos ( CCPDH ). Lo apoyaron la ginecóloga Martha Frayde, el filósofo Elizardo Sánchez, el diplomático Eddie López Castillo y la emigrante republicana española Rosa Díaz Albertini. La base ideológica del CCPDH fue la Declaración Universal de los Derechos Humanos.Ricardo Bofill sólo permitió métodos pacíficos de lucha política: la recopilación y difusión de información veraz, discursos públicos. Se pronunció categóricamente contra la lucha armada:
“Demasiados cubanos lloran a sus familiares fusilados en La Cabaña y a los asesinados en el Escambray. Hay que acabar con la tradición del ojo por ojo, diente por diente en Cuba."
Este planteamiento se considera una estrategia repensada de la protesta cubana, y Bofill es su principal autor y desarrollador.

### Persecución
En 1980, Ricardo Bofil fue arrestado por segunda vez por la publicación samizdat “Cuba: Derechos humanos en crisis permanente”. Fue acusado de “propaganda contrarrevolucionaria” y de contactos con diplomáticos extranjeros. El tribunal condenó a Bofill a dos años y medio de prisión. En prisión, Bofill recibió la visita del entonces ministro del Interior cubano, José Abrahantes Fernández. El ministro le dijo al prisionero que ni siquiera sabía en qué problema se había metido. Bofill respondió que el propio Abrahantes se había metido en un gran problema y no lo sabía. En 1989, Abrahantes fue arrestado, condenado en el caso del General Arnaldo Ochoa Sánchez, recibió 20 años de prisión y pronto murió en prisión.
En 1983, Ricardo Bofill y el abogado Aramis Tabuada hicieron pública la persecución de un grupo de trabajadores cubanos que crearon una célula de un sindicato independiente. Los comentaristas llamaron a esto salvar las vidas de los arrestados. Tras esto, Bofill fue arrestado nuevamente y sentenciado a 18 años de prisión por “propaganda contrarrevolucionaria” y participación en una “comunidad ilegal”. En 1985 Amnistía Internacional reconoció a Ricardo Bofill como preso de conciencia. Inesperadamente para muchos observadores, Bofill fue puesto en libertad por motivos de salud el 8 de agosto de 1985. Continuó su actividad disidente: organizó una exposición del arte clandestino Arte Libre, recopiló y publicó numerosas pruebas de violaciones de derechos humanos y dirigió un llamamiento a los movimientos anticomunistas de Europa Oriental (la acción se programó para conmemorar al asesinado del dirigente de Solidaridad Jerzy Popiełuszko). El propio Fidel Castro, en una entrevista con María Shriver, habló del CCPDH como “un grupo de ex contrarrevolucionarios encarcelados manipulados por la CIA” .
La propaganda del Partido y del Estado libró una importante campaña contra Bofill. Lo llamaron “quinta columna” y “ex agente de Fulgencio Batista que robó la sacristía.” Esperando otra detención, en agosto de 1986 Bofili se escondió en la Embajada de Francia. Dejó el edificio cinco meses después, cuando el gobierno francés recibió el compromiso de las autoridades cubanas de no procesar a Bofill. Un año después, a principios de 1988, Bofill abandonó Cuba en condiciones de no retorno.

## Exilio
Tras partir a Alemania y luego a España, llegó a Estados Unidos. Se radicó en Miami entre la diáspora cubana. El 20 de junio de 1988, por iniciativa de Bofill, se constituyó el Partido Pro Derechos Humanos de Cuba (PPDHC). El 6 de noviembre, el PPDHC anunció la Declaración de La Habana, un llamado a firmas para realizar un referéndum democrático en Cuba similar al celebrado en Chile. El 30 de noviembre de 1988, Bofill fue recibido en la Casa Blanca por el presidente estadounidense Ronald Reagan.
Bofill y el PPDHC tuvieron una influencia significativa en la emigración política cubana de aquel entonces. Bofill trabajó estrechamente con Radio y Televisión Martí, se realizaron activamente campañas y propaganda y continuó la documentación y publicación de materiales de derechos humanos. Bofill quedó sorprendido por la disolución de la Unión Soviética y tenía aún más confianza en su futura victoria en Cuba, cosa que nunca ocurrió. El 10 de diciembre de 2015, en el Día Mundial de los Derechos Humanos, hizo un llamamiento a la disidencia cubana, a los presos políticos y a las Damas de Blanco a continuar la lucha por la libertad y la democracia.

## Muerte
Bofili falleció a los 76 años en Estados Unidos. El periódico Granma y la televisión estatal cubana publicaron durante varios días materiales críticos sobre el fallecido. En privado, los agentes de la inteligencia cubana lo reconocieron como un hombre inteligente y un hábil oponente: “Este tipo con gafas, camisa blanca y pantalón negro, con una maleta en las manos, fue reconocido por toda Cuba”. La disidencia cubana y la emigración política lo caracterizaron como un valiente luchador por los derechos de los oprimidos, el primer periodista independiente que desafió al Gobierno de Fidel Castro.

## Vida personal
Ricardo Bofill vivía con su esposa Yolanda Miyares; el matrimonio tenía seis gatos en su casa. La imagen de un hombre bajo, reservado e incluso tímido se contrastaba con el supuesto “machismo de Fidel Castro, quien, sin embargo, según sus enemigos,  “simplemente no sabía qué hacer contra él”.